# 中国人民解放军海军水警区
水警区是中华人民共和国海军之中，担负特定海陆区域独立作战、巡逻、警戒、岸防守备等任务的师级建制战斗部队，并为辖区内海军兵力驻泊提供勤务保障。通常辖小型水面战斗舰艇、勤务辅助船、岸防部队、防空部队和观察通信部队等。 一般隶属于海军基地或直属于舰队、区舰队。中国海军的水警区通常按其领导机关的驻地命名。苏联海军的水警区使用数字序列号命名。
中国人民解放军海军创建以来，根据海区的地理条件和海军兵力部署作战使用等情况，先后在中国沿岸地域设置了水警区。80年代以后，海军对水警区的设置进行了一些调整，将部分水警区与快艇支队合并，由快艇支队履行水警区职责。此后，只保留在非海军基地司令部所在地设置的水警区，以保障相毗邻的两个海军基地之间的海区防御。
中国人民解放军海军水警区一般内设司令部、政治部、后勤部、装备部及直属分队，根据任务需要下设团级的巡防区、护卫艇大队、猎潜艇大队、导弹快艇大队、岸防炮兵或岸防导弹分队、高炮分队、观察通信站、机动观察站、以前的鱼雷快艇大队或是改编或是撤销。

## 水警区列表
北部战区海军
- 青岛水警区
- 威海水警区

东部战区海军
- 厦门水警区
- 温州水警区
- 汕头水警区
- 舟山水警区
- 上海水警区

南部战区海军
- 西沙水警区
- 广州水警区
- 北海水警区
- 南沙水警区